# Александрополь
Александро́поль (каз. Александрополь) — село у складі Федоровського району Костанайської області Казахстану. Входить до складу Федоровського сільського округу.
Населення — 215 осіб (2021; 271 у 2009, 485 у 1999, 447 у 1989).